# Open de Tenis Comunidad Valenciana 2004 - Qualificazioni singolare
Le qualificazioni del singolare  dell'Open de Tenis Comunidad Valenciana 2004 sono state un torneo di tennis preliminare per accedere alla fase finale della manifestazione. I vincitori dell'ultimo turno sono entrati di diritto nel tabellone principale. In caso di ritiro di uno o più giocatori aventi diritto a questi sono subentrati i lucky loser, ossia i giocatori che hanno perso nell'ultimo turno ma che avevano una classifica più alta rispetto agli altri partecipanti che avevano comunque perso nel turno finale.
Le qualificazioni del torneo Open de Tenis Comunidad Valenciana 2004 prevedevano 32 partecipanti di cui 4 sono entrati nel tabellone principale.

## Teste di serie
1. Marc López (Qualificato)
2. Nicolás Almagro (Qualificato)
3. Álex Calatrava (Qualificato)
4. Werner Eschauer (Qualificato)

1. Philipp Kohlschreiber (primo turno)
2. Didac Perez-Minarro (primo turno)
3. Salvador Navarro-Gutierrez (primo turno)
4. André Sá (secondo turno)

## Qualificati
1. Marc López
2. Nicolás Almagro

1. Álex Calatrava
2. Werner Eschauer

## Tabellone

### Legenda
| - Q = Qualificato - WC = Wild card - LL = Lucky loser | - ALT = Alternate - SE = Special Exempt - PR = Protected Ranking | - w/o = Walkover - r = Ritirato - d = Squalificato |

### Sezione 1
|  | Primo turno             | Primo turno             | Primo turno             | Primo turno | Primo turno |  |  | Secondo turno          | Secondo turno          | Secondo turno          | Secondo turno          | Secondo turno          |   |   | Ultimo turno | Ultimo turno | Ultimo turno | Ultimo turno | Ultimo turno |  |
|  |                         |                         |                         |             |             |  |  |                        |                        |                        |                        |                        |   |   |              |              |              |              |              |  |
|  | 1                       | Marc López              | 7                       | 4           | 6           |  |  |                        |                        |                        |                        |                        |   |   |              |              |              |              |              |  |
|  |                         | Emilio Benfele Álvarez  | 64                      | 6           | 1           |  |  | 1                      | Marc López             | 6                      | 3                      | 6                      |   |   |              |              |              |              |              |  |
|  | Marc Fornell-Mestres    | Marc Fornell-Mestres    | Marc Fornell-Mestres    | 6           | 6           |  |  |                        | Marc Fornell-Mestres   | 3                      | 6                      | 2                      |   |   |              |              |              |              |              |  |
|  | Juan-Albert Viloca-Puig | Juan-Albert Viloca-Puig | Juan-Albert Viloca-Puig | 3           | 0           |  |  |                        |                        |                        |                        |                        |   |   | 1            | Marc López   | Marc López   | 6            | 6            |  |
|  | Iván Navarro            | Iván Navarro            | 1                       | 6           | 6           |  |  |                        |                        |                        | Javier Genaro-Martinez | Javier Genaro-Martinez | 4 | 0 |              |              |              |              |              |  |
|  | Morgan Phillips         | Morgan Phillips         | 6                       | 1           | 3           |  |  | Iván Navarro           | Iván Navarro           | Iván Navarro           | 5                      | 4                      |   |   |              |              |              |              |              |  |
|  |                         | Javier Genaro-Martinez  | Javier Genaro-Martinez  | 6           | 6           |  |  | Javier Genaro-Martinez | Javier Genaro-Martinez | Javier Genaro-Martinez | 7                      | 6                      |   |   |              |              |              |              |              |  |
|  | 6                       | Didac Perez-Minarro     | Didac Perez-Minarro     | 3           | 2           |  |  |                        |                        |                        |                        |                        |   |   |              |              |              |              |              |  |

### Sezione 2
|  | Primo turno           | Primo turno                | Primo turno             | Primo turno | Primo turno |  |  | Secondo turno      | Secondo turno         | Secondo turno         | Secondo turno      | Secondo turno      |   |   | Ultimo turno | Ultimo turno    | Ultimo turno    | Ultimo turno | Ultimo turno |  |
|  |                       |                            |                         |             |             |  |  |                    |                       |                       |                    |                    |   |   |              |                 |                 |              |              |  |
|  | 2                     | Nicolás Almagro            | Nicolás Almagro         | 6           | 6           |  |  |                    |                       |                       |                    |                    |   |   |              |                 |                 |              |              |  |
|  |                       | Mariano Albert-Ferrando    | Mariano Albert-Ferrando | 3           | 2           |  |  | 2                  | Nicolás Almagro       | Nicolás Almagro       | 6                  | 6                  |   |   |              |                 |                 |              |              |  |
|  | Roberto Bautista Agut | Roberto Bautista Agut      | Roberto Bautista Agut   | 6           | 6           |  |  |                    | Roberto Bautista Agut | Roberto Bautista Agut | 3                  | 1                  |   |   |              |                 |                 |              |              |  |
|  | David Robles-Torralba | David Robles-Torralba      | David Robles-Torralba   | 4           | 1           |  |  |                    |                       |                       |                    |                    |   |   | 2            | Nicolás Almagro | Nicolás Almagro | 6            | 6            |  |
|  | Diego Hipperdinger    | Diego Hipperdinger         | Diego Hipperdinger      | 7           | 6           |  |  |                    |                       |                       | Diego Hipperdinger | Diego Hipperdinger | 2 | 3 |              |                 |                 |              |              |  |
|  | Pablo Andújar         | Pablo Andújar              | Pablo Andújar           | 64          | 4           |  |  | Diego Hipperdinger | Diego Hipperdinger    | Diego Hipperdinger    | 6                  | 6                  |   |   |              |                 |                 |              |              |  |
|  |                       | Juan Giner                 | 7                       | 1           | 6           |  |  | Juan Giner         | Juan Giner            | Juan Giner            | 3                  | 3                  |   |   |              |                 |                 |              |              |  |
|  | 7                     | Salvador Navarro-Gutierrez | 63                      | 6           | 3           |  |  |                    |                       |                       |                    |                    |   |   |              |                 |                 |              |              |  |

### Sezione 3
|  | Primo turno          | Primo turno            | Primo turno            | Primo turno | Primo turno |  |  | Secondo turno | Secondo turno        | Secondo turno        | Secondo turno        | Secondo turno |   |   | Ultimo turno | Ultimo turno   | Ultimo turno | Ultimo turno | Ultimo turno |  |
|  |                      |                        |                        |             |             |  |  |               |                      |                      |                      |               |   |   |              |                |              |              |              |  |
|  | 3                    | Álex Calatrava         | Álex Calatrava         | 6           | 6           |  |  |               |                      |                      |                      |               |   |   |              |                |              |              |              |  |
|  |                      | Tomislav Perić         | Tomislav Perić         | 4           | 4           |  |  | 3             | Álex Calatrava       | Álex Calatrava       | 6                    | 6             |   |   |              |                |              |              |              |  |
|  | Rafael Moreno Negrin | Rafael Moreno Negrin   | Rafael Moreno Negrin   | 6           | 7           |  |  |               | Rafael Moreno Negrin | Rafael Moreno Negrin | 1                    | 3             |   |   |              |                |              |              |              |  |
|  | Igor Muguruza        | Igor Muguruza          | Igor Muguruza          | 4           | 64          |  |  |               |                      |                      |                      |               |   |   | 3            | Álex Calatrava | 4            | 6            | 6            |  |
|  | Daniel Gimeno Traver | Daniel Gimeno Traver   | Daniel Gimeno Traver   | 6           | 6           |  |  |               |                      |                      | Daniel Gimeno Traver | 6             | 4 | 4 |              |                |              |              |              |  |
|  | Jose Pires-Da Silva  | Jose Pires-Da Silva    | Jose Pires-Da Silva    | 1           | 2           |  |  |               | Daniel Gimeno Traver | Daniel Gimeno Traver | 6                    | 6             |   |   |              |                |              |              |              |  |
|  | 8                    | André Sá               | André Sá               | 6           | 6           |  |  | 8             | André Sá             | André Sá             | 4                    | 3             |   |   |              |                |              |              |              |  |
|  |                      | Marcos Jimenez-Letrado | Marcos Jimenez-Letrado | 2           | 4           |  |  |               |                      |                      |                      |               |   |   |              |                |              |              |              |  |

### Sezione 4
|  | Primo turno         | Primo turno           | Primo turno         | Primo turno | Primo turno |  |  | Secondo turno      | Secondo turno      | Secondo turno      | Secondo turno  | Secondo turno  |   |   | Ultimo turno | Ultimo turno    | Ultimo turno    | Ultimo turno | Ultimo turno |  |
|  |                     |                       |                     |             |             |  |  |                    |                    |                    |                |                |   |   |              |                 |                 |              |              |  |
|  | 4                   | Werner Eschauer       | 4                   | 6           | 6           |  |  |                    |                    |                    |                |                |   |   |              |                 |                 |              |              |  |
|  |                     | Julian Knowle         | 6                   | 1           | 2           |  |  | 4                  | Werner Eschauer    | Werner Eschauer    | 6              | 7              |   |   |              |                 |                 |              |              |  |
|  | Juan Antonio Marín  | Juan Antonio Marín    | 7                   | 4           | 6           |  |  |                    | Juan Antonio Marín | Juan Antonio Marín | 3              | 5              |   |   |              |                 |                 |              |              |  |
|  | Sebastián Prieto    | Sebastián Prieto      | 5                   | 6           | 3           |  |  |                    |                    |                    |                |                |   |   | 4            | Werner Eschauer | Werner Eschauer | 6            | 6            |  |
|  | Slimane Saoudi      | Slimane Saoudi        | Slimane Saoudi      | 7           | 6           |  |  |                    |                    |                    | Slimane Saoudi | Slimane Saoudi | 3 | 3 |              |                 |                 |              |              |  |
|  | Oscar Serrano-Gamez | Oscar Serrano-Gamez   | Oscar Serrano-Gamez | 63          | 3           |  |  | Slimane Saoudi     | Slimane Saoudi     | Slimane Saoudi     | 7              | 6              |   |   |              |                 |                 |              |              |  |
|  |                     | Tejmuraz Gabašvili    | 3                   | 7           | 6           |  |  | Tejmuraz Gabašvili | Tejmuraz Gabašvili | Tejmuraz Gabašvili | 5              | 4              |   |   |              |                 |                 |              |              |  |
|  | 5                   | Philipp Kohlschreiber | 6                   | 5           | 3           |  |  |                    |                    |                    |                |                |   |   |              |                 |                 |              |              |  |